# Apple Wireless Mouse

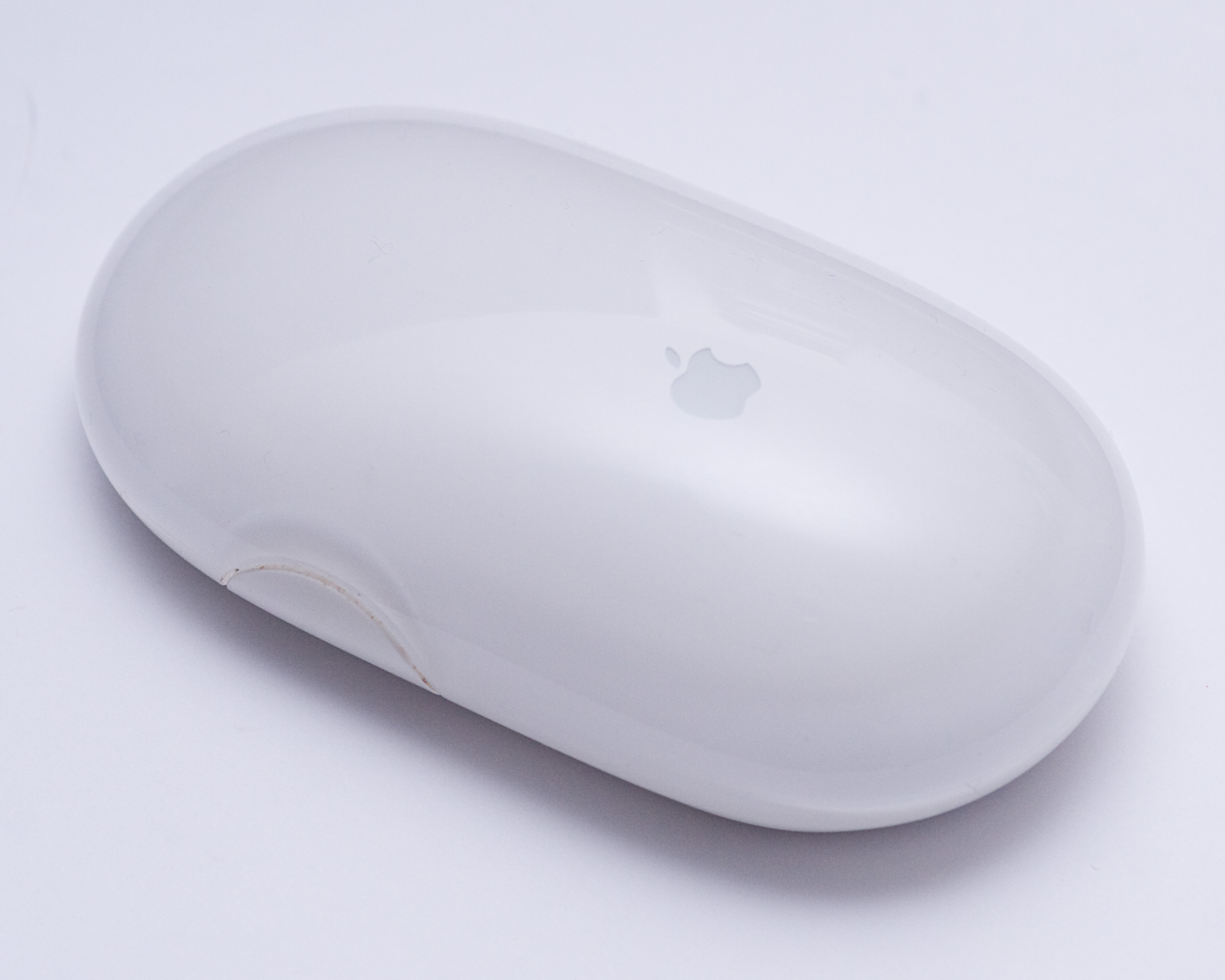
Mysz Apple Wireless Mouse

Apple Wireless Mouse – mysz komputerowa firmy Apple zaprezentowana 16 września 2003. Została zaprojektowana przez Sparkfactor Design. Zasilana jest dwoma bateriami AA. Była dostępna jako opcja dla każdego komputera firmy Apple do 2005 roku. 
Została wycofana z produkcji 7 sierpnia 2007 roku. Jej następcą jest Mighty Mouse.